# Tiranet orellut frontnegre
El tiranet orellut frontnegre (Phylloscartes nigrifrons) és un ocell de la família dels tirànids (Tyrannidae).

## Hàbitat i distribució
Habita els boscos als tepuis del sud de Veneçuela.